# Elliott Sharp
Elliott Sharp (Cleveland, 1º marzo 1951) è un compositore e polistrumentista statunitense.

## Biografia
Attivo con una vastissima discografia, Sharp si è cimentato in innumerevoli generi diversi come la musica d'avanguardia e minimalista, l'R&B, il jazz e il rock progressivo.
Suoi sono trascorsi nei gruppi Carbon, Orchestra Carbon, Tectonics e Terraplane mentre fra i suoi collaboratori vi sono stati Nusrat Fateh Ali Khan, i Kronos Quartet e Hubert Sumlin.

## Discografia parziale
- 1978 – Hara (con David Fulton)
- 1979 – Resonance
- 1980 – Rhythms And Blues
- 1982 – Nots  2 versions	Glass Records (2)
- 1982 – Ism
- 1983 – (T)here
- 1984 – Carbon
- 1985 – Ir/Rational Music 2, Elliott Sharp - Live In Tokyo
- 1986 – Fractal
- 1986 – Virtual Stance
- 1987 – Tessalation Row (con i Soldier String Quartet)
- 1987 – In The Land Of The Yahoos
- 1988 – Looppool
- 1988 – Ir/Rational Music 3
- 1990 – In New York (con Bachir Attar)
- 1990 – K!L!A!V!
- 1992 – Westwerk
- 1992 – Beneath The Valley Of The Ultra-Yahoos